# MOOC
온라인 공개수업(영어: Massive Open Online Course, MOOC)은 웹 서비스를 기반으로 이루어지는 상호참여적, 거대규모의 교육을 의미한다. 비디오나 유인물, 문제집이 보충 자료가 되는 기존의 수업들과는 달리, 온라인 공개수업은 인터넷 토론 게시판을 중심으로 학생과 교수, 그리고 조교들 사이의 커뮤니티를 만들어 수업을 진행하는 것이 특징이다. 온라인 공개수업은 원격교육이 진화한 형태이다.
초기 온라인 공개수업의 핵심은 평생학습, 열린교육 그리고 상호유대였다. 그러나 오늘날에는 이러한 특징 중 일부만 가지고 있으면서 개방성을 지닌 교육방침이라면 온라인 공개수업이라고 통칭한다.

## 역사

### 시초
온라인 공개 수업은 원격교육에 그 뿌리를 두고 있다. 디지털 시대 이전의 교육방송과 전자학습에서 파생 되었으며, 미국에서부터 시작됐다. 1890년대 미국 사교육의 화두는 공무원 수험지와 학습지였다. 그러나 이는 큰 규모가 아니었으며, 1920년대까지 미국 시민들은 일반적인 방식의 대학 등록과 수강 방식을 사용했다. 당시의 대학은 수백가지의 실학을 주제로 하는 학습의 장이었으며, 졸업률은 3% 미만이었다.
1920년대 미국에서 가장 유행했던 기술은 라디오었는데, 보급 수가 수 백만 가구에 이르렀다. 이 시기에 대학들은 발빠르게 자체 방송국을 설치하고, 1922년 뉴욕 대학교가 처음으로 라디오 방송국을 운영하였다. 방송은 그들의 교양과목이나 기초 강좌들이 주를 이뤘으며, 이후 컬럼비아 대학교, 하버드 대학교, 캔자스 주립 대학교, 오하이오 주립 대학교, 뉴욕 대학교, 퍼듀 대학교, 터프츠 대학, 애크런 아칸소 대학교, 캘리포니아 대학교, 플로리다 대학교 등 미국 전역의 명문 학교들이 자체 라디오 방송국을 설치했다. 당시 저널리스트였던 브루스 블라이븐(Bruce Bliven)은 "라디오가 교육의 장이 될 수 있을까? 전통적인 교실이 사라지고, 아이들은 휴대용 교육장치를 이용하게 될 것인가?"라고 컬럼을 쓴 바 있다. 당시 학생들은 대부분 라디오 방송국의 강의를 들었다. 그러나 실질적인 청취율은 매우 낮았고, 이와 같은 방식으로는 학위를 취득할 공인된 방도가 없었기 때문에 1940년대에 이르러 라디오 강좌들은 대부분 사라진다.
1930년대와 1940년대에는 동영상 촬영 기술이 새롭게 등장한다. 이 기술은 세계 2차대전 당시 징집병들을 교육하는 목적으로 사용됐으나, 몇몇 대학들은 강좌를 방송하기도 하였다. 1940년대 루이빌 대학이 최초였고, 1951년 오스트리아 방송학교는 영상으로 학생들에게 양방향 단파 라디오를 이용한 원격 위치 전송을 가르쳤다. 대부분의 대학들은 1980년대가 되어서야 몇몇 강좌를 원격으로 방송하기 시작했다. 그마저도 폐쇄회로 방식으로, 원격으로 소수의 학생들을 가르치는데 사용하였다. 그러므로 이러한 교육 방식은 교육계의 진보라고 보긴 어렵고, 학습 보조 기술의 진보(수업자료 그리고 원격교육)의 맥락으로 언급되는 것이 일반적이다. 온라인 공개 수업의 등장은 2010년에야 나타난다. 이 역사의 지류(支流)는 1950년대부터 80년대까지 방영된 CBS 방송국의 TV 시리즈인 <<Sunrise Semester>>라고 볼 수 있으며, CBS는 뉴욕 대학교와 함께 이 방송의 청취자에게 학점을 인정하는 시스템을 최초로 시도했다.
1994년 펜실베이니아 대학교의 제임스 J. 오도널 교수는 주제별 색인과 이메일 초청 시스템을 기반으로 한 최초의 인터넷 세미나를 열게 된다. 이 세미나 중 성 어거스틴에 관한 주제는 전 세계에서 500명이 참여했다. 이 시기에 미국의 대학들은 원격교육만으로 학위를 수여하기도 하였으며, 150여 가지의 원격 학위 프로그램이 있었다.
이후 2007년 4월, 아일랜드에서 ALISON(Advance Learning Interactive Systems Online)이라는 프로그램이 직업 전문 교육을 제공하는 무료 온라인 강좌가 열린다.

### 변혁
온라인 공개 수업은 2008년 OER(Open Educational Resources)이라 불리는 운동에 그 근거를 두고 있다. 온라인 공개 수업이라는 용어는 2008년 "긴밀성과 협업 지식(Connetivism and Connective Knowledge)"이라는 세미나에서 명명된 것으로, 이 세미나는 매니토바 대학의 교육학 전공 과정에서 처음 등장하였다. 당시 세미나에는 25명의 대학생들과 2300명의 무료 온라인 강좌 수강생들이 참석하고 있었으며, 모든 강좌의 콘텐츠는 RSS 피드를 통해 다시 볼 수 있었다. 토론의 주제는 무들(Moodle, 원격 교육 시스템)과 블로그 포스팅, 세컨드 라이프(Second Life) 그리고 실시간 온라인 모임이었다. 온라인 공개 수업(MOOC)이라는 용어는 이 시기에 프린스 애드워드 아일랜드 대학의 데이브 코머(Dave Cormir)와 미국립교양과학원(National Institute for Techonology in Liberal Education)의 상임 연구원인 브라이언 알랙산더(Bryan Alexander)가 지었고, 아사바스카 대학의 조지 시미스(George Siemes)와 미국립연구회(National Research Council)의 스티븐 다운스(Stephan Downes)가 승인하였다.
이후 머지않은 시기에 다른 온라인 공개 수업들이 속속 등장하기 시작하는데, 메리 워싱턴 대학의 짐 그룸(Jim Groom)과 요크 대학의 브랜슨 스미스(Branson Smith)는 온라인 공개 수업 기술과 몇몇 대학교들을 연계하는 강좌 프로그램을 서비스한다. 초창기 온라인 공개 수업은 대부분 형식을 갖추지 않은 온라인 토론 게시판으로 이루어졌다. 오늘날과 같은 형식의 온라인 공개 수업의 등장에는 저명한 교수들의 공익을 위한 노력과 많은 수강생들(팟캐스트 청취자와 같은)의 성원이 있었기에 가능했다.

### 근대
뉴욕 타임스는 2012년 '올해의 온라인 공개 수업'이라는 제목을 통해 온라인 공개 수업을 교육계의 가장 혁명적인 사건으로 꼽았다. 타임은 "온라인 공개 수업이 대중들을 위한 아이비 리그를 열었다."고 평가했다. 이러한 평가 뒤에는 재정이 탄탄한 서비스 제공자들과 대학들의 연계가 있었기에 가능했다. 대표적인 기업으로 유다시티와 코세라 그리고 edx가 있다.
2011년 가을, 스탠퍼드 대학교는 세 강좌를 온라인으로 열었고, 각 강좌는 약 100,000명이 수강하는 기염을 토했다. 첫 강좌는 컴퓨터 공학 분야의 "인공지능 개론" 수업으로, 등록 수강생은 대략 160,000명 이었다. 스탠퍼드는 해당 주에 두 개의 온라인 무료 강좌를 추가로 열었으며, 대중적 인지도의 획득과 높은 등록률을 기록하는데 성공했다. 인공지능 개론 수업의 교수였던 서배스천 스런은 후에 유다시티를 만들었고, 이후 두 개의 강좌의 강사였던 대프니 콜러(Daphne Koller)와 앤드류 응(Andrew Ng)은 코세라를 만들었다. 현재 코세라는 다른 대학들과 교류를 넓혀가고 있으며, 펜실베이니아 대학교, 프린스턴 대학교, 스탠퍼드 대학교 그리고 미시건 대학교와 협약을 맺고 있다.
비영리 온라인 공개 수업 제공 서비스로는 매사추세츠 공과대학교의 MITx라는 비영리 온라인 공개 수업이 있고, 하버드 대학교의 [6.002x]라는 이름의 서비스는 2012년 3월에 edX라는 이름으로 바뀌었으며, [버클리 대학교가 edX에 동년 여름부터 합류했다. edX는 [텍사스 시스템 대학]과 [웰즐리 대학] 그리고 조지타운 대학교의 강좌를 제공한다.
2012년 11월에는 고등학생들을 대상으로 한 온라인 공개 수업이 최초로 열리게 된다. [마이애미 대학교 (플로리다주)|마이애미 대학교] 국제학과에서 개설한 이 수업은, 《UM's online high school》이라는 제목으로, SAT를 준비하는 학생들을 위한 강좌를 제공했다. 이 시기에 Wedubox라는 스페인의 최초의 온라인 공개 수업 서비스가 등장했고, 1,000명의 교수들이 이 서비스에 참여했다.
2012년 10월 15일에는 호주의 뉴사우스웨일스 대학교가 《UNSW 컴퓨팅》이라는 주제로 오스트레일리아 대학에서 첫 온라인 공개 수업을 열었다. 이 수업은 열린 강좌의 첫 형태로, 오스트레일리아에서 개발된 온라인 강의 기술을 기반으로 한 강좌였다. 이 수업은 팀별과제와 자동화된 마케팅 시스템, 그리고 게임화(Gamification)의 시스템이 특징이었다. 2012년 후반에는 영국의 Open University가 영국 온라인 공개 수업 제공 기업으로 등장했으며, FutureLearn과 함께 영국의 온라인 공개 수업 서비스 제공의 선구자가 된다(위 두 기업의 특징은 대학과의 교류를 갖지 않는다는 것이다). 2013년 3월에는 유사한 서비스 제공자인 Open2study가 호주에서 등장한다. 현재 FutureLearn과 Open2study는 자체 연구소를 만들어 온라인 교육 서비스를 제공하고 있다.
다른 온라인 공개 수업 제공 기업으로는. 독일의 iversity가 있고, 몇몇 대기업 또한 자체적인 온라인 공개 강좌 서비스를 제공하기 시작하는 추세다. 구글의 《MOOC power search》가 대표적으로, 2013년 2월부터 많은 수의 대학들과 기업들이 자체 서비스를 개설하고 있다.
2013년 6월에는 노스캐롤라이나 대학교 채플힐이 스카이넷 대학교(Skynet University)를 열었으며, 이 강좌는 천문학을 주제로 한다. 이 수업의 참가자들은 대학의 전자 망원경을 관람할 수 있었으며, 스카이넷 대학은 유튜브와 페이스북 그리고 트위터를 통해서 입지를 다졌다.
코세라의 경우, 개강 후 첫 13개월 동안 325개의 강좌를 열었는데, 그 중 30%가 과학, 28%는 예술&인문, 23%가 정보과학, 13%의 비즈니스, 6%의 수학 수업이었다. 유다시티는 26개의 강좌를 열었으며, 유다시티의 'CS101'은 300,000명의 학생들이 등록했고, 이 숫자는 현재까지 온라인 수강 등록 기록 중 최고 기록이다.

## 강좌 제공 방식
대다수의 온라인 공개 수업은 비디오 강의 방식을 사용하고 있다.이는 강의를 비디오로 찍어 공개하는 강좌 제공 방식으로, 직접 강의를 하는 것과 큰 차이가 없어보일 수 있다. 그러나 서배스천 스런은 미과학기술부 대통령 자문위원회(President’s Council of Advisors on Science and Technology, PCAST)에서, 온라인 공개 수업은 기존의 강좌 제공 방식과 분명히 다르며, 강의뿐만 아니라 학생들이 사용한 여러 종류의 데이터들을 모아 기계학습을 이용하여 재가공 및 개선이 가능한 신기술이라고 언급했다. 위와 같은 목적을 달성하기 위한 구체적인 방식은 아래와 같다.
- 크라우드소싱: 온라인 공개 수업 수강생 간의 피드백, 상호채점, 협동과제
- 온라인 퀴즈와 시험의 자동화된 채점 방식

코세라와 유다시티의 온라인 공개 수업 서비스는 학생간 네트워크 강화에 초점을 맞추고 있다.
오늘날 온라인 공개 수업의 목적은 학습 기회를 극대화하고 수강생들을 연결해 주는 것이다. 오늘날 이 서비스의 새로운 트랜드는 교과서나 유인물을 사용하지 않고, 그래픽 노블을 제공하는 것이다. 이것은 온라인 공개 수업의 기술적 진보 뿐만 아니라 참여자들의 학습 효율을 올려주는 효과가 있다.

### 통계
2013년, The Chronicle of Higher Education에서는 온라인 공개 수업의 시간 투자 비용을 계산한 기사가 나간 바 있다. 이 기사는 103명의 온라인 강좌 서비스를 제공하는 교수들을 대상으로 진행되었으며, 한 주에 두 편의 강좌를 제공하기 위해 평균적으로 8-10시간이 든다고 한다.
평균적으로 33,000명의 인원이 강좌에 등록하면, 2,600명의 학생이 수료를 한다고 한다. 보통 강의당 한 명의 조교가 할당되며, 74%의 수업이 자동화된 채점 방식을 사용하고, 34%가 상호채점 방식을 채택한다. 강좌 중 97%가 수업을 위해 새로 강의를 찍는다. 강의의 75%는 교과서를 사용하고, 27%는 보충 자료를 사용한다. 전체 강의 중 9%의 강의가 교과서를 필수적으로 요구했고, 5%의 수업은 전자책을 구매해야만 원활하게 강의를 진행할 수 있었다.

### 철학

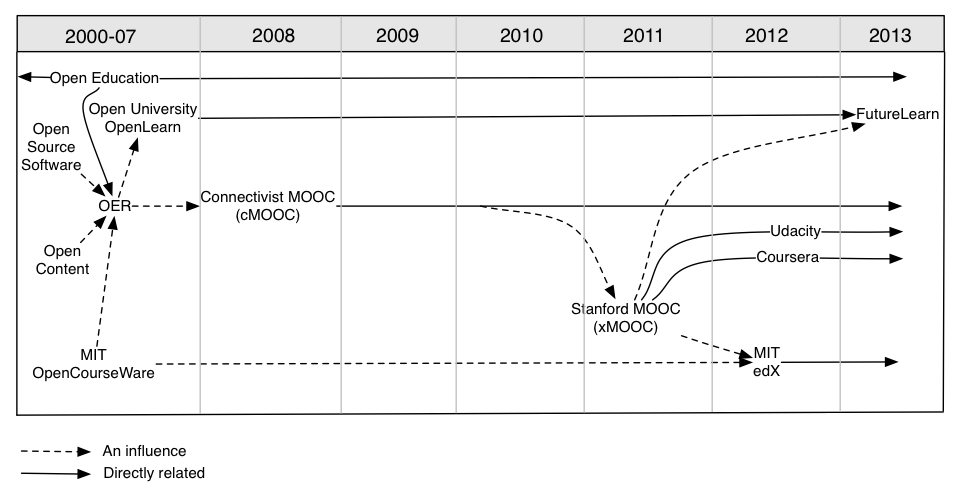
온라인 무료 강좌를 서비스 하는 기업들의 계보

온라인 공개 수업이 진화함에 따라 연결주의(Connectivism)을 강조하는 서비스와 전통적인 강좌 제공 방식의 서비스로 나뉘게 된다. 스테판 다운즈(Stephen Downes)는 이러한 두 가지 갈래를 각각 cMOOC과 xMOOC으로 구분하였다. 연결주의라는 용어는 연결주의 교육학이라는 용어에 전신(前身)을 두고 있다.
연결주의의 핵심 원칙은 아래와 같다.
1. 집단화
2. 강의와 외부 자료의 재구성
3. 학습 목표의 변이
4. 건설적인 방향성 제시

이러한 원칙을 근거로 2005년에 발표된 새로운 온라인 수업(MOOC)의 연결주의 교육 원칙은 아래와 같다.
1. 배움의 방식을 의견의 다양성에 둔다
2. 배움은 정보의 상호작용과 학습자들이 서로 교류하면서 발생한다
3. 배움은 사람 없이도 가능할 수 있다
4. 배움에 대한 노력은 현재 무엇을 아는가 보다 중요하다
5. 지식의 인맥을 유지하는 것은 지속적인 배움을 위해 중요하다
6. 분야, 분류, 컨셉을 넘어 배움을 이어가는 것은 중요하다
7. 최신의 기술을 습득하는 것과 앎을 정교하게 하는 것은 상호작용을 통해서 이룰 수 있다
8. 무엇을 배울지 결정하는 것은 그 자체로 배우는 과정이다. 무엇을 배울지 그리고 학습 목표를 공부하는 것은 새로운 세계를 바라 볼 수 있는 안목을 가지는 것이다
9. 비록 지금 정답이 있더라도, 그 답이 언젠가는 틀릴 수도 있음을 인식해야 한다

위와 같은 원칙들을 통해 온라인 공개 수업(MOOC)은 협력을 원칙으로 하고, 다양한 인맥을 쌓을 수 있도록 장려하고 있음을 알 수 있다.

## 시험과 평가
온라인 공개수업(MOOC)에는 세 가지 타입의 활동이 일어나는데, 첫째는 비디오 강좌와 같은 직접적인 강의활동이고, 둘째는 토론방이나 상호평가 퀴즈, 시험과 같은 과제이다. 마지막으로 과제를 채점하는 것 역시 하나의 활동으로 간주되는데, 온라인 공개 수업(MOOC)에서는 평가가 가장 어려운 부분으로 여겨진다. 특정한 보호 장치가 없을 경우, 부정 행위가 공공연히 발생할 수 있기 때문이다.
온라인 공개 수업(MOOC)은 부정 행위를 막기 위해서 두 가지 대표적인 방식을 사용한다. 첫째가 수강생 '상호평가' 방식이다. 이러한 상호평가는 기본적으로 샘플 답안이나 모범 답안이 주어져 오채점을 방지한다. 상호평가 지시문은 상대적으로 복잡하지 않은 요구사항을 제시하며, 피채점자가 이의를 제기할 경우 조교들이 정정한다. 그러나 이러한 방식의 도입 근거에는 시험 채점의 부담을 단축한다는 실리보다는 학생들이 동료의 과제를 채점하면서 자신의 점수에 수긍할 수 있는 안목을 기르기 위한 것이다.
시험 역시 마찬가지다. 전통적인 의미의 시험은 정해진 시험장소에서 감독관 입회 하에 진행되나, 이것은 수강생들의 응시 수에 제한이 있을 수 밖에 없다. 온라인 공개수업의 경우 새로운 방식(CIA의 감청 방식이기도 하다)의 감시 방안을 도입하기도 하는데, 웹캠으로 시험을 녹화하면서 마우스 클릭이나 타이핑 스타일로 본인을 검증하는 것이다. 이것은 집이나 회사에서도 시험을 응시할 수 있게 한다. 이러한 자기 인식 기술은 특별한 보안 기술이 사용되며, 테스트 주관자는 이를 통해 수준별 시험을 보게 할 수도 있다. 학생들의 수준에 맞춰 수험자의 평균보다 더 어렵거나 더 쉬운 문제를 제공하는 것이다.

## 현재 상황
온라인 공개 수업(MOOC)은 전형적으로 학점을 인정하지 않으며, 수업료가 필요 없다. 수강생은 기본적으로 만 명 이상이다. 그러나 참여에 비해 수료율은 낮은 편이며, 한 강좌당 평균적으로 10% 정도의 학생들이 수업을 수료하는 것으로 나타난다. 예를 들어, 2008년 열린 첫 번째 온라인 공개 수업은 2,200명의 수강생이 등록했고, 이 중 150명 정도가 열정적으로 수업에 참여했다(약 7%). 당시 수강생들은 어디서, 무엇을, 어떻게 그리고 누구와 배울지 정할 수 있었다. 이 강좌의 목표는 "강좌"에 대한 정의를 다시 내리는 것이었다. 즉, 학습자와 학생이 [상호작용]하는 것이 [학습 목표]였으며, 온라인 공개 수업의 존재 이유는 참가자에게 다양한 배경지식과 열린수업을 제공하는 것이었다.
오늘날 대부분의 온라인 공개 수업 역시 웹을 통해 '대형 수강'이 가능하다. 이 학생들은 대학의 캠퍼스를 다니는 것과 같은 전형적인 학생만 있는 것만은 아니다. 이와 달리, 강사들은 전형적으로 학위를 가지고 있거나, 전문 강사, 교수, 또는 기업가 혹은 연구원들이다.
온라인 공개 수업 관련 저널리스트인 조너선 하버(Jonathan Harber)는 수강생들이 무엇을 배우는가에 대해 연구한다. 그의 연구에 의하면, 온라인 공개 수업 중 반 이상의 학생들은 미국 외의 국적을 가지고 있으며, 그 중 절반 이상은 영어를 말할 줄 모른다고 한다. 또한 그들이 등록한 몇몇 강좌는 영어로 읽고 쓰는 능력이 있어야만 의미가 있다고 지적한다. 그는 비디오 강의와 몇몇 사지선다형 문제는 영어 능력을 필수적으로 요구하고, 토론방은 기여라고 판단할 수 없는 포스팅이 많으며, 몇몇 사람들만이 좋은 게시물을 올린다고 기록했다. 특히 토론과 채점에 대해 "덧글은 종종 잘못된 내용을 지도하기도 하며, 긴 토론은 흑백논리로 빠져들곤 한다. 수강생들의 상호채점은 종종 잘못된 결과를 낳기도 한다"고 밝혔다.

### 수강생 정보
온라인 공개 수업의 목표는 고급 과목을 배울 수 있는 기회를 전 세계에 확장하는 것이다. 그리고 2013년 통계를 보면, 다양한 범위의 학생들이 등록했다는 사실을 알 수 있다. 그러나 등록 국가 분포를 보면, 영어를 말할 수 있는 국가와 부유한 국가에 그 수가 집중되어 있다. 예를 들어, 아시아 최초의 온라인 공개 수업은 코세라에 [홍콩 과기대학]이 개설했는데, 강좌에 등록한 17,000명의 학생들 중 약 60%가 부유층 학생들이었다. 그 외로는 북아프리카, 미국, 브라질과 멕시코, 그리고 소수의 학생들이 차지하고 있었다. 중국의 수강생들은 국가 정책상 등록이 불가능했다.
코세라가 개설되고부터 2013년 3월까지 강좌에 등록한 2,800,000명의 학생들의 국가 분포는 다음과 같다.
- 27.7% 미국
- 8.8% 인도
- 5.1% 브라질
- 4.4% 영국
- 4.0% 스페인
- 3.6% 캐나다
- 2.3% 오스트레일리아
- 2.2% 러시아
- 41.9% 나머지

코세라의 공동 설립자인 대프니 콜러(Daphne Koller)는 2013년 5월 발표에서 서비스를 이용하는 다수의 수강생들이 대학 학위를 가지고 있다고 언급했다. 또한 스탠포드 대학교의 집단학습 연구팀에 의하면, 고등학교 남성 수강생 중 64%를 가입 이후 한 번이라도 수업을 등록하는 '적극적 학습자'로 분류할 수 있으며, 대학교 및 대학원에 다니는 남성 수강생 중 88%를 적극적 학습자로 분류 할 수 있다고 말했다.

### 수료율
수료율은 상당히 낮은 편이다. 첫 주의 참여율과 달리, 학생들은 급격히 줄어든다. 2012년 가을에 개설한 [생체전기](Bioelectricity) 수업의 경우 12,725명의 학생들이 등록했고, 7,761명의 학생들이 자료를 열람하였으며, 3,658명의 학생들이 퀴즈를 응시했다. 그 중 345명의 학생들만이 기말고사를 응시했고, 총 수료자는 313명뿐이었다고 한다.
초기 코세라의 자료에 의하면, 강좌당 평균 수료율은 7-9%대라고 한다. 코세라의 설립자인 대프니 콜러와 앤드루 응에 의하면, 대부분의 학생들은 코스를 수료하는 데 의도를 두지 않는 것 같다고 한다. 일반적으로 수강생들은 과목에 대한 탐색 정도의 호기심을 보이는 것 같으며, 부정시험 방지 시스템을 이용하는 수강생들만 70% 대의 수료율을 보인다고 발표했다.
《왜 강좌를 수료하지 못했나》라는 주제의 온라인 강좌를 대상으로 한 조사에 의하면, 대부분의 이유는‘강좌에 너무 많은 시간을 할애해야 하기 때문'이라고 한다.‘너무 어렵거나 너무 기초적이어서'라고 하는 대답이 그 다음이며,‘예상과 다른 강좌 진행 방식’때문이 그 뒤를 이었다. 다른 이유로는‘강연이 재미가 없어서'와‘기존의 강의와 차이가 없어서'가 있었다.‘토론방의 비활성화’에 대한 의견도 있었다. 마지막으로, 기타 의견으로는‘비싼 참고자료들이 필요했기 때문’과‘호기심에 등록’이 있었다.
스탠포드 대학교의 《온라인 공개 수업의 네 가지 학습 모델》이라는 연구 결과에 의하면, 각각의 모델은 강사, 학습자, 퀴즈와 시험으로 구성되는 '참여자' 모델, 대부분의 강좌와 숙제를 끝낸 '수료자' 모델, 강좌 초반에만 참석한 '자퇴자'모델, 그리고 여건이 될 때만 강좌를 보는 '청강생'으로 나뉜다고 한다. 데이터의 수집은 고등학생, 대학생, 대학원생으로 이루어진 공개 수업 수강자들로 진행됐으며, 각 모델별로 차지하는 비율은 아래와 같다.
| 강좌     | 청취 | 수료 | 수준미달 | 청강 |
| -------- | ---- | ---- | -------- | ---- |
| 고등학생 | 6%   | 27%  | 28%      | 39%  |
| 대학생   | 6%   | 8%   | 12%      | 74%  |
| 대학원생 | 9%   | 5%   | 6%       | 80%  |

## 시장상황과 산업구조
온라인 공개 수업은 등장 이후 고등 교육에 큰 영향을 주고 있다. 특히 최근에 등장하는 서비스들은 대학에서 개설되는 수업에 가격을 매기고 통계를 보여준다. 수강생들 역시 이러한 강좌를 소비재로 여기는 것을 자연스럽게 생각한다. 이러한 서비스는 기존의 대학이 가지고 있던 연구와 커리큘럼, 강좌, 과제 그리고 현재의 서비스와 인프라에 가격을 매긴 형태이다.
웨인 주립 대학교의 온라인 강좌 프로그램 감독인 제임스 마조(James Mazoue)는 다음과 같은 방향을 제시한다.
온라인 공개 수업은 조만간 파격적으로 확산될 것이다:
새로운 비즈니스 모델의 등장은 현재 무료로 제공되는 온라인 커리큘럼을 학점이 인정되는 학위로 대체할 것이며, 학생들은 이 재화에 돈을 지불하게 될 것이다. 학생들은 지식 습득이 아니라, 학위를 취득하기 위해 줄을 서게 될 것이다. 만일, 앞서 언급한 바와 같이 대학이 온라인 수강생에 대하여 학위를 보증할 수 있는 길이 마련된다면, 고등 교육의 비즈니스 모델은 극적이고 되돌릴 수 없이 변하게 될 것이다.

그러나 무료로 강의를 제공하는 와중에 대학들이 어떻게 수익을 낼 수 있는가는 여전히 미지수다.
"강좌를 온라인으로 무료로 제공하는" 비즈니스 모델은 여전히 수익 모델 구성에 어려움을 겪고 있다. 아직까지 어느 기업도 안정적인 모델을 찾지 못하고 있다. 그리고 본인은 조만간 모든 벤처들이 실패할 것이라고 예상한다. 성공에 대한 기대치가 너무 높기 때문이다. 그러나 분명한 것은 실패의 폭풍이 지나간 10년 안에, 누군가는 이것을 통해 돈을 벌 수 있게 될 것이라는 것이다.— 제임스 그리멜만(James Grimmelmann), 뉴욕대학 로스쿨 교수

### 비즈니스 모델
프리미엄(Freemium, premium이 아니다. 이는 무료로 제공하고 이득을 받는다는 의미의 신조어다) 비즈니스 모델이 현재까지 가장 유력한 성공 모델이다. 이 모델의 기본적인 원칙은 강좌를 무료로 제공하는 것이다. “콘텐츠에 가격을 매기는 것은 비극이다”라고 앤드류 응(Andrew Ng)는 말한바 있다. 그러나 코세라는 프리미엄(Premium) 서비스(증명서나 부정 채점 방지 시스템 사용)를 이용하는 이용자에게는 $50의 이용료를 과금한다.
코세라는 자체 제공 강좌나 몇몇 협력 강좌에 대해서 저작권료를 받기 시작했다. 이를 통해 개론 강좌와 몇몇 실용적인 강좌들은 돈을 벌고 있다. 대학들은 코세라에 무료/유료 강좌(무료/유료 강좌는 일대일 멘토와 같은 서비스에 차이를 둔다)를 섞어서 제공함으로써 수강료를 벌기도 한다. 코세라와 유다시티는 협력 교수와 직원들에게 급여를 주기 시작했다. 또한 몇몇 강좌에 대해서 학생들은 채용 서비스를 받기도 하며, 학점을 인정받거나 대학으로부터 학위를 받을 수 있도록 하는 방향도 추진중이다. 코세라의 경우, 고유의 증명서를 지급하는 방식으로 건당 $20-40의 수익을 낸다. 아래의 표는 대표적인 온라인 공개 수업 서비스 제공사들의 수입원이다.
| edX      | 코세라 | 유다시티 |
| -------- | --- | --- |
| - 증명서 | - 증명서 - 보안 평가 - 직원 채용 - 얼굴인증 방식 - 튜터링 또는 조교/교수 개인평가 - 기업들의 직원교육 지원 - 기업들의 지원 - 수업료 | - 증명서 - 성적이 높은 학생의 채용 - 수강생 이력서를 기반으로 한 직업 알선 서비스 - 기업들의 기술교육 과정 제공 |

온라인 공개 수업 서비스 제공사들의 수익모델 요약
2013년 2월, 미국 교육부는 온라인 강좌 수강생들을 위한 혜택을 주겠다고 발표했다. 그러나 미국 대학들은 이러한 방침에 대하여 학위나 학점으로까지는 인정할 수 없다고 맞섰다. 그렇지만 대학들은 온라인 강좌 수강생들의 노고를 입학 가산점이나 참여 연구원, 산학협력시 반영할 것이라는 여지를 남겼다.
기업의 경우, 코세라는 영리기업이지만 무분별한 영리 추구 강좌에는 제약을 가하는 조심스러운 방침을 취하고 있다. Edx는 비영리 기업이기 때문에 회사는 이득을 취하지는 않지만 강좌 제공자들을 위해 최소한의 금액을 요구하기도 한다.

### 사업 구조
온라인 강좌 제공사들은 빠르게 성장하고 있으며, 기존 교육 업계의 형태와는 다른 구조를 이루고 있다. 이들은 영리 교육 기관과 비영리 교육기관을 이어주기도 하며, 대학과 교육기관 그리고 벤처 투자자들과 연관된 독특한 구조를 가지고 있다. 주된 제공자들로는 비영리 기관인 칸 아카데미와 edx, 영리기관인 유다시티와 코세라로 구분된다.
앞서 언급한 비영리 기관들은 빌&마리아 게이츠 재단(Bill & Melinda Gates Foundation)과 MarArthur 재단, 그리고 미국립과학재단(National Science Foundation)과 미국의회의 지원을 받고 있다.
온라인 강좌 제공사들과 관련된 기업들로는 구글과 피어슨(Pearson, 미국)출판사가 있고, 벤처 투자자로는 ‘클라이너 퍼킨스 카우필드&바이어스(Kleiner Perkins Caufield & Byers, 미국)’, ‘뉴앤터프라이즈 어소시에이츠 앤 안데르센 호로비츠(New Enterprise Associates and Andreessen Horowitz, 미국)’가 있다.
많은 전문가들이 온라인 강좌 문화가 성공적으로 안착된다면, 고등교육의 대변혁이 있을 것이라고 기대한다. 산호세 주립대학교의 철학과 학장은 하버드 대학의 교수인 마이클 센델에게 다음과 같이 편지를 썼다.
| “ | 우리는 온라인 공개 수업이라는 단어가 학습의 자유를 상징하는 대명사가 되도록 노력해야 함과 동시에 이것이 가져올 두 가지 현상을 우려해야 합니다. 하나는 학비를 걱정하지 않고 '진짜 학교'를 다니는 부유한 대학이 존재 할 것이라는 것과, 다른 하나는 대학생들과 재정적으로 어려운 개인과 대학들을 위한 '온라인 학교'가 공존하게 될 것이라는 것 입니다. | ” |

## 서비스 제공 기술
온라인 강좌를 생산하고 유통하는 것은 기술적으로 어렵다고 알려져 있다. 전통적인 강좌들과는 달리, 온라인 강좌를 서비스하기 위해서는 영상편집자와 강사, IT 전문가와 교육학 전공자가 필요하다. 조지아 공과대학교의 온라인 강좌 담당자는 인터뷰에서 19명이 한 팀으로 서비스를 제공하고 있으며, 지금도 증원이 필요한 상태라고 언급한 바 있다. 강좌 서비스는 기본적으로 동시 접속과 동영상 스트리밍 서비스를 필요로 하며, 자동 채점 시스템과 부정행위 방지 시스템을 추가적으로 요구한다. 일반적으로 온라인 강좌 서비스는 클라우드 컴퓨팅과 웹 서비스와 같은 최신 IT 기술을 필요로 한다.
강좌 방송의 경우 스트리밍 서비스와 유인물, 시험/과제 제공 시스템을 요구한다. 온라인 토론방의 중요성 역시 무시할 수 없다. 2013년 전에는 온라인 강좌 서비스 제공사들이 각각 컴퓨팅 플랫폼(이하 플랫폼)을 따로 만들었다. 2013년에 Edx가 이러한 강좌 제공 소프트웨어를 오픈소스화했고, 2013년 4월 스탠포드 대학이 이 계획에 합류하자 기존의 플랫폼을 [Class2Go]라고 명명했다. 이 플랫폼은 XBlock SDK라고도 불리는데, Affero GPL이라는 오픈소스 라이센스가 있으면 사용이 가능하다. 존 미쉘(John Mitchell) 스탠포드 부학장은 이러한 플랫폼이 "온라인 학습 업계의 리눅스가 되는 것"이라고 언급한 바 있다. 코세라의 경우, 자체 플랫폼을 개발해서 사용하는 것으로 알려져 있다.

## 장점
온라인 강좌 서비스 지침에 의하면, 이 서비스는 기존의 교육과 차별화되는 12가지의 장점이 있다고 한다.
1. 웹서버가 존재한다면, 언제 어디서든지 온라인 교육 서비스를 제공할 수 있다
2. 기존의 교육 방식과 비교했을때, 온라인 교육 서비스의 형식은 매우 자유롭다
3. 얼마든지 현지에 특화된 교육 서비스를 제공할 수 있다
4. 시간, 공간의 한계를 초월한 서비스를 제공할 수 있다
5. 예비 학생들에게 매우 저렴하고 빠른 방식으로 서비스 소식을 전할 수 있다
6. 교육적인 콘텐츠를 빠르게 제공할 수 있다
7. 자유로운 형식의 학습이 일어나게 된다
8. 학생에서 시작된 아이디어가 유기적으로 시스템을 개선할 수 있다
9. 학습자와 강사 사이의 장벽을 없앨 수 있다
10. 강좌를 수강하는데 학위나 자격이 필요하지 않다
11. 온라인 강좌를 통해 새로운 학습 인맥을 만들 수 있다
12. 온라인 강좌를 이용함으로써 평생 학습에 대한 의지와 방식을 습득할 수 있다

## 비평
물론, 현재 온라인 공개 수업이 성공적인 것은 아니다. 현재까지는 과도기적, 창업 열풍에 휩쓸린 기술이라고 평가받는 경우도 있으며, 교육계에선 아래와 같은 우려의 목소리를 내고 있다.
- 강좌가 필요한 대상까지 제대로 전달 되고 있지 않다
- 강좌를 구현하는 기술이 범국가적으로 적용 가능하기에 잠재적인 어려움이 많다
- 현지 상황과 수요에 맞는 강의가 필요하다

그러나 열린 강좌의 저작권 문제나 유기적인 구조의 강좌가 가지는 학습 목표의 부재, 커뮤니티의 통제 불가능과 같은 문제들은 기존의 온라인 강좌를 통해 해결됐다고 평가된다. 또한 위에서 언급한 우려와 문제들이 모든 강좌에 동시에 적용되는 것은 아니기 때문에 현재까지 강좌의 진행과 형평성에 큰 문제가 발생하고 있지는 않다.
온라인 공개 수업의 등장 배경에는 현재의 고등 교육에 대한 회의가 있었다. 그리고 온라인 공개 수업 역시 몇 가지 커다란 과제를 안고 있다. 라이스 대학교 컴퓨터공학과 교수인 모세 Y.바르디(Moshe Y. Vardi)에 의하면, 교육학적으로 온라인 공개 수업 내부에는 심각한 결함이 있다고 한다. 오늘날 성행하는 모든 고등교육이 그렇지만, 특히나 빈약한 형식의 온라인 강의(짧고, 복잡하지 않은 영상과, 시청각 기반의 온라인 퀴즈, 소셜 네트워크가 융합된 콘텐츠)는 적절한 분석과 치밀한 준비 없이 진행될 경우, 고등교육 업계의 큰 퇴보가 될 수 있다는 것이다.
또한 애머스트 대학(Amherst College)은 edX와 학습 협약을 맺는 과정에서 교수들의 반대(60%)로 인해 강좌 개설이 결렬된 바 있다. 애머스트 대학의 교수들은 소수정예의 자유로운 세미나 스타일의 전통적인 강좌와 edX가 요구하는 규모적, 개괄적인 강좌가 가져올 불균형을 우려했다. 또한 교수들 중 몇몇은 온라인 공개 수업의 고등교육 분야의 진출 자체를 걱정하기도 했다. 교수들은 학습에 대한 진지한 탐구가 아니라, 다지선다형 시험과 동료애가 중심이 되는 수업의 효용성을 의심하기도 했으며, 교육기관의 집중화와 스타강사의 발생에 대해서도 우려의 의견을 표했다.

## K-MOOC
한편 국가평생교육진흥원(국평원)에서 진행하는 고등교육의 개방이라는 세계적 흐름에 발맞춰 시작한 K-MOOC가 높은 수준의 강의 공개를 통한 대학 수업의 혁신과 고등교육의 실질적 기회 균형 실현, 그리고 고등교육에 대한 평생학습 기반 조성을 목표로 한국형 MOOC를 온라인 무료 공개 강좌로 운영하고있다.

## 같이 보기
- 코세라
- 원격 교육
- 전자 학습
- OER